# Esgrus
Esgrus település Németországban, Schleswig-Holstein tartományban. Lakosainak száma 758 fő (2023. december 31.). Esgrus Niesgrau, Stangheck, Stoltebüll, Scheggerott, Oersberg, Rügge és Sterup községekkel határos.

## Népesség
A település népességének változása:
| Lakosok száma | 971  | 778  | 779  | 795  | 781  | 774  | 758  |
|               | 1975 | 2014 | 2017 | 2019 | 2021 | 2022 | 2023 |